# Jacques del Halle
Jacques Joseph Lambert del Halle (Dinant, 5 januari 1758 - Natoye, 31 januari 1834) was een Zuid-Nederlands edelman en burgemeester.

## Levensloop
Jacques del Halle was een zoon van Antoine del Halle, officier bij de Franse dragonders en van Marie-Barbe Courbier. Hij werd luitenant-kolonel in het regiment van Lauzun in Franse dienst, en daarna burgemeester van Sovet.
Hij trouwde in 1790 met Marie-Madeleine de Saint-Hubert (1765-1794) en in 1810 met Marie-Jeanne Groyen (1758-1841). Uit het eerste huwelijk sproot een enige dochter. De familie doofde dan ook uit bij zijn dood.
In 1823, onder het Verenigd Koninkrijk der Nederlanden, werd del Halle ingelijfd in de erfelijke adel en in 1824 werd hij lid van de Ridderschap van de provincie Namen.